# 第3軍団キュレナイカ

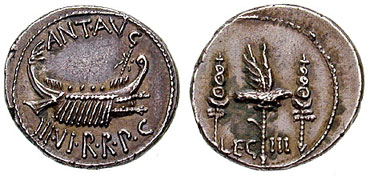
第3軍団キレナイカ（LEGIII）の刻印の入った貨幣

第3軍団キレナイカ (Legio III Cyrenaica) は、ローマ軍団の一軍団。創設者の名は分かってはいないが、恐らくはマルクス・アントニウスによるものと考えられ、紀元前36年にキュレナイカで総督を務めた頃に創設されたものと推測される。

## 軍歴

### ユリウス＝クラウディウス朝期
記録として最初に第3軍団の名が出てくるのはアウグストゥスがプトレマイオス朝を倒し、属州アエギュプトゥスを設置した頃であり、当時はアレクサンドリアに第22軍団デイオタリアナと野営地を共有して駐在していた。また、紀元前22年にはヌミディア王国との戦闘に従軍、63年にはアルメニアの内政干渉問題で起こったパルティアとの戦闘に従軍した事が第22軍団側の資料から窺える。

### フラウィウス朝、五賢帝時代
ネロが自殺、ユリウス＝クラウディウス朝が断絶した69年の内乱期間にはティトゥスの指揮下に入り、ユダヤ戦争に参加していた。その後、フラウィウス朝の間は記録から姿は消え、五賢帝のハドリアヌスの治世の132年にユダヤ属州に再び反乱（バル・コクバの乱）が勃発すると鎮圧に参加している。そして、マルクス・アウレリウス・アントニヌスの治世に共同皇帝ルキウス・ウェルスのもとパルティアへ侵攻した。

### セウェルス朝以降
五賢帝時代の後のコンモドゥスそしてペルティナクスの後の193年の内乱時代ではクロディウス・アルビヌスを支持する。しかし、セプティミウス・セウェルスが皇帝となりセウェルス朝の時代には入ると、次世代の皇帝カラカラの統率のもと再度パルティアに侵攻する。そして、その後の軍人皇帝時代ではアウレリアヌスの治世には、ローマ中央部の混乱に乗じて独立したゼノビアのパルミラを平定、しかし、それから以降の記録には第3軍団の細かな軍事行動は知らされてはいない。ただ、5世紀までシリア属州にいたことだけは分かっている。